# Negros Oriental
Negros Oriental là một tỉnh của Philippines thuộc vùng Trung Visayas. Tỉnh nằm trên nửa phía đông nam của đảo Negros, phần còn lại của đảo là tỉnh Negró Occidental. Tỉnh cũng bao gồm vcả hòn đảo Apo, nơi lặn biển có tiếng không chỉ trong nước mà còn cả với du khách nước ngoài. Negros Oriental đối diện với Cebu ở phía đông Eo biển Tañon và tỉnh đảo Siquijor ở phía đông nam. Ngôn ngữ chủ yếu trong tỉnh là tiếng Cebuano, đa số dân chúng theo đạo Công giáo La Mã. Dumaguete là tỉnh lị đồng thời cũng là thành phố đông dân nhất.

## Lịch sử
Đảo Negros là hòn đảo lớn thứ 4 tại Philippines, được cho là từng nối liền với đảo Mindanao nhưng sau đó đã tách riêng ra khi mực nước biển dân lên. Những người định cư đầu tiên trên đảo là những người có nước da sẫm màu thuộc nhóm Negritos cũng như người Hoa và người Mã Lai . Họ gọi hòn đảo là "Buglas" được tin rằng có nghĩa là "đường tắt"
Nhà thám hiểm người viễn chinh Tây Ban Nha Miguel Lopez de Legaspi đến đảo lần đầu tiên vào tháng 4 năm 1565. Legaspi hạ neo ở đảo Bohol và cử trinh sát đến đảo. Vì có một luồng gió mạnh trên eo biển Tañon giữa Cebu và Negros, họ dời đi và vài ngày sau đó đổ bộ lên phần phía tây của hòn đảo. Họ gặp những người bản địa có nước da sẫm và đã đặt tên cho đảo là "Negros" (người da đen).
Vào ngày 17/12/1971, Siquijor tách khỏi Negros Oriental và hoàn toàn trở thành một tỉnh riêng.

## Địa lý

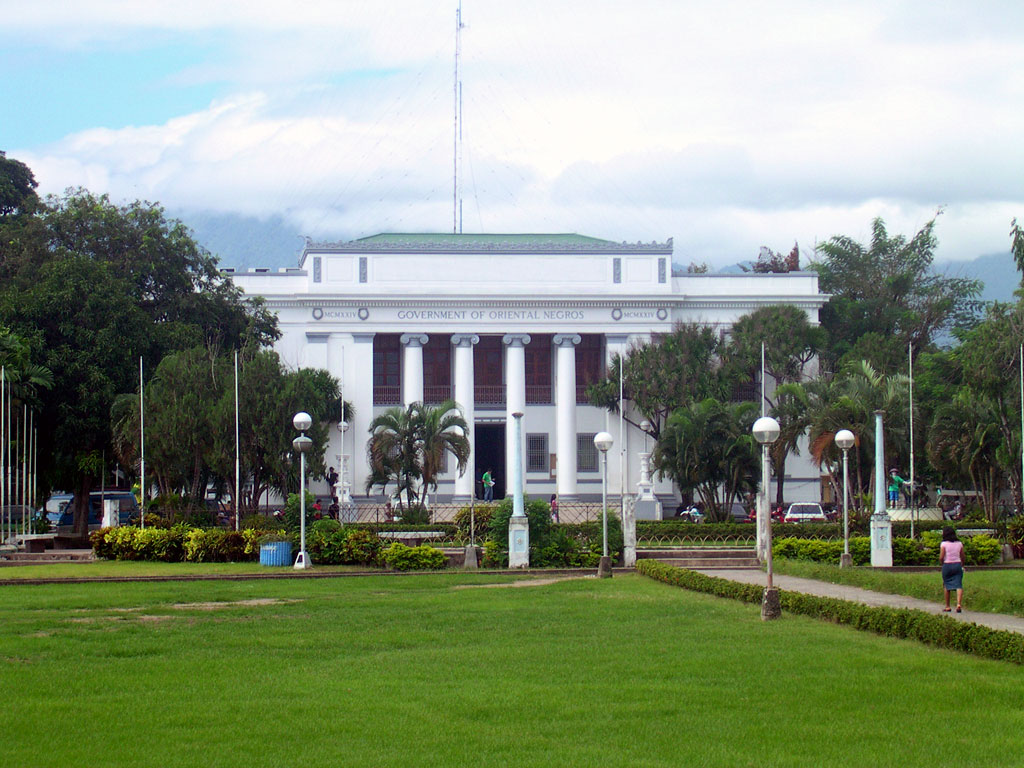
Tòa nhà Chính quyền tỉnh ở Dumanguete

Đảo nằm trên hòn đảo Negros và chia tách khỏi tỉnh láng giếng ở phía tây bởi một dãy các ngọn núi lởm chởm. Không giống như Negros Occidental, tỉnh thuộc về vùng Trung Luzon. Địa hình tỉnh đa phần là thấp, phần cực nam cua ritnhr có ngon núi Cuernos de Negros (Những cái sừng của Negros) là một núi lửa cao 1864 mét, ở cực bắc tỉnh có ngọn núi lửa Canlaon cao tới 2465 mét.
Negros có khí hậu nhiệt đới. Vì có dãy núi chạy từ bắc tới nam, tỉnh có 2 điều kiện khí hậu. Phần phía đông có lượng mưa lớn với một mùa khô ngắn kéo dài không quá ba tháng, phần phía tây có mùa mưa và mùa khô khá rõ ràng. Vì có dãy núi, tỉnh được bảo vệ khỏi các cơn bão lốc từ phía tây nam. Tuy nhiên phần phía bắc của tỉnh nằm trên đường đi của các cơn bão từ phía đông.

## Nhân khẩu
Negros Oriental có dân số năm 2000 là 1.126.061 người, là tỉnh đông dân thứ 20 trong nước, 34,5% dân số tập trung tại 6 thành phố hợp thành của tỉnh. Mật độ dân số của tỉnh là 208 người/km², thấp hơn trung bình cả nước là 276 người/km², tốc độ tăng dân số là 2,11% cao hơn rung bình cả nước là 1,92%.
Tiếng Cebuano là ngôn ngữ chính trong tỉnh và được 95% dân số sử dụng, còn lại sử dụng tiếng Hiligaynon, là thứ tiếng mẹ đẻ ở tỉnh song sinh ở phía tây. Tiềng Filipino và tiếng Anh thường cũng được hiểu và là ngôn ngữ hành chính, giáo dục. Cư dân trong chủ yếu theo Công giáo La Mã, ngoài ra còn có một số giáo phái Tin Lành cũng hoạt động trong tỉnh.

## Kinh tế
Với nguồn đất đại phì nhiêu và rộng lớn, ngành kinh tế chính trong tỉnh là nông nghiệp. Các cây trông chủ đạo là mìa đường, ngô, dừa và lúa gạo. Ơr khu vực ven biển, thủy sản là nguồn thu nhập chính của người dân. Ngoài ra, người dân còn chăn nuôi, nuôi trồng thủy sản và đốn gỗ. Có một số nguồn khoáng sản như vàng, bạc và đồng. Negros Oriental cũng nổi lên như là một trung tâm công nghệ ở khu vực Miền Trung Philippines và là một trung tâm du lịch của cả Visayas.

## Hành chính

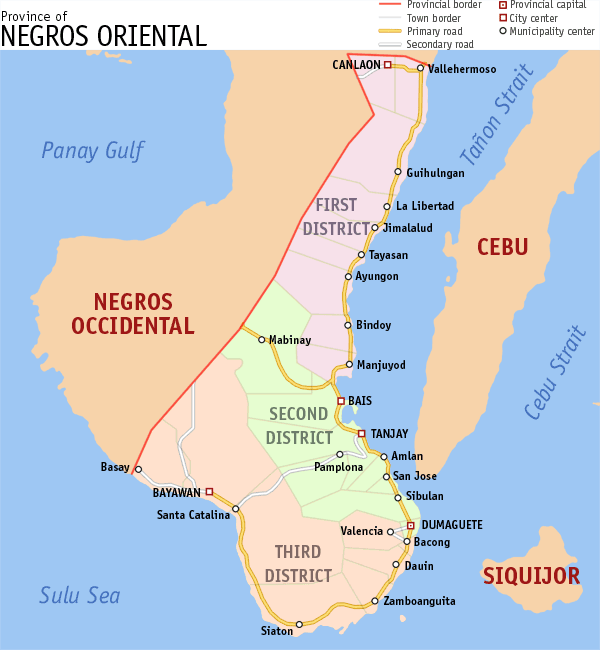
Bản đồ Negros Oriental

Negros Oriental được chia thành 19 đô thị tự trị và 6 thành phố và được chia tiếp thành 557 barangay:
| Thành phố      | Dân số  | Diện tích (km²) | Pop. density (per km²) |
| -------------- | ------- | --------------- | ---------------------- |
| Bayawan        | 110,250 | 699.08          | 145.0                  |
| Canlaon        | 50,208  | 170.93          | 273.3                  |
| Dumaguete      | 116,392 | 33.62           | 3041.8                 |
| Tanjay         | 78,539  | 276.05          | 254.2                  |
| Bais           | 74,702  |                 |                        |
| Đô thị tự trị  | Dân số  | Diện tích (km²) | Mật độ (trên km²)      |
| Amlan          | 19,227  | 111.85          | 171.9                  |
| Ayungon        | 40,744  | 265.10          | 153.7                  |
| Bacong         | 23,219  | 40.30           | 576.2                  |
| Basay          | 21,366  | 162.00          | 131.9                  |
| Bindoy         | 34,773  | 173.70          | 200.2                  |
| Dauin          | 21,077  | 114.10          | 184.7                  |
| Guihulngan     | 83,448  | 388.56          | 214.8                  |
| Jimalalud      | 26,756  | 139.50          | 191.8                  |
| La Libertad    | 35,122  | 139.60          | 251.6                  |
| Mabinay        | 70,548  | 319.44          | 201.8                  |
| Manjuyod       | 37,863  | 264.60          | 143.1                  |
| Pamplona       | 32,790  | 202.20          | 162.2                  |
| San Jose       | 15,665  | 54.46           | 287.6                  |
| Santa Catalina | 72,629  | 523.10          | 128.5                  |
| Siaton         | 67,943  | 335.90          | 191.3                  |
| Sibulan        | 47,162  | 163.00          | 230.2                  |
| Tayasan        | 30,477  | 154.20          | 197.6                  |
| Valencia       | 24,365  | 147.49          | 165.2                  |
| Vallehermoso   | 33,914  | 101.25          | 335.0                  |
| Zamboanguita   | 23,338  | 85.86           | 271.8                  |